# John Petersen (golfer)
John Herring Petersen (Fort Worth, Texas, 18 april 1989) is een Amerikaanse golfer.
Petersen studeerde aan de Louisiana State University, waar ook zijn moeder studeerde. Hij speelde college golf voor de LSU Tigers en was in 2011 de derde LSU Tiger die het NCAA-kampioenschap individueel won na Fred Haas Jr. in 1937 en Earl Stewart in 1941. Voor deze overwinning ontving hij de Arnold Palmer Award, die door Callaway wordt uitgereikt.

## Amateur
Hij heeft als amateur aan een paar toernooien meegedaan op de Nationwide Tour, waar hij onder meer een tweede plaats bij de Nationwide Children's Hospital Invitational in Ohio  bereikte achter amataur Harris English, waardoor English gevraagd werd voor de Walker Cup van 2011 en Petersen niet. Hij vestigde in de tweede ronde een baanrecord van 65 op Karsten Creek.
In het voorjaar van 2011 werd hij tweede bij het SEC kampioenschap doordat hij een drie-putt op de laatste green maakte en daarna de play-off verloor van Andres Echavarria. Enkele weken later verloor hij de play-off in de Zurich Classic of New Orleans. De twee verloren play-offs werden goedgemaakt door het winnen van het NCAA kampioenschap in juni. Hij werd nummer 7 op de World Amateur Golf Ranking.

### Gewonnen
- 2009: John Hayt Invitational
- 2011: Jones Cup Champion, NCAA Championship (-5) in Stillwater, Oklahoma

## Professional
Hoewel Peterson professional zou worden als hij niet in het Walker Cup team kwam, gebeurde dat pas eind oktober 2011. Het lukte hem niet op de Tourschool een spelerskaart te krijgen en hij speelt in 2012 dus enkele toernooien op de Nationwide Tour.
In 2012 kwalificeerde hij zich in Springfield, Ohio, voor het US Open. Dat werd een leerzame week. De oefenronde op dinsdag speelde hij met drie ervaren Tour-spelers: Jim Furyk, Jason Dufner en David Toms, ook een LSU alumni. Vrijdagavond stond hij na de Ronde 2 op de 4de plaats. Door het halen van de cut mocht hij op de volgende Tourschool de Stage 1 overslaan. Voor Ronde 3 werd hij ingedeeld met David Toms. 